# Ричард Касъл
Ричард Касъл (на английски: Richard Castle) е псевдоним на един или повече американски писатели на бестселъри в жанра трилър. Като филмов образ той е главен герой в телевизионния сериал на ABC „Касъл“ изпълняван от актьора Нейтън Филиън. В българския дублаж Касъл се озвучава от Васил Бинев, а в дублажа на първи сезон на Александра Аудио от Николай Пърлев.

## Измислена биография
Ричард Касъл е преуспял автор на бестселъри, включително на поредицата „Дерик Сторм“ радушно приета от критиката. Първият му роман „Hail of Bullets“ (Градушка от куршуми) е публикуван, докато той все още е в колежа, и е удостоен с престижната награда за криминална литература „Том Строу“ на организацията „Ном дьо Плум“. Живее в Манхатън с дъщеря си Алексис и майка си, работейки с чувство за хумор и вдъхновение. За свои приятели споменава писателите Джонатан Келерман, Уес Крейвън и Стивън Кинг.
Като писател черпи вдъхновение от участието си в криминални разследвания в Полицейското управление на Ню Йорк заедно с инспектор Кейт Бекет (Стана Катик), използвайки я като прототип и муза за следващите си произведения в поредицата „Ники Хийт“.

## Публични прояви
„Писателят“ навсякъде се представлява от Нейтън Филиън, който охотно раздава автографи като Касъл. Изградена е цяла индустрия свързана с героя на сериала. Направен е и специален официален сайт за личността му.
Според създателите на сериала истинският автор участва в него, но все още не е разконспириран. В епизодите на сериала са участвали писателите Джеймс Патерсън, Стивън Канел, Майкъл Конъли и Денис Лихейн.

## Произведения

### Серия „Ники Хийт“ (Nikki Heat)
1. Heat Wave (2009)
Жега, изд.: „ProBook“, София (2011), прев. Емануил Томов
2. Naked Heat (2010)
Убийствена жега, изд.: „ProBook“, София (2013), прев. Илиана Велчева
3. Heat Rises (2011)
Адска жега, изд.: „ProBook“, София (2013), прев. Илиана Велчева
4. Frozen Heat (2012)
Ледена жега, изд.: „ProBook“, София (2013), прев. Илиана Велчева
5. Deadly Heat (2013)
Смъртоносна жега, изд.: „ProBook“, София (2013), прев. Илиана Велчева
6. Raging Heat (2014)
Свирепа жега, изд.: „ProBook“, София (2014), прев. Илиана Велчева
7. Driving Heat (2015)
Влудяваща жега, изд.: „ProBook“, София (2017), прев.
8. High Heat (2016)
Ужасяваща жега, изд.: „ProBook“, София (2017), прев.
9. Heat Storm (2017)
Буреносна жега

### Серия „Дерик Сторм“ (Derrick Storm)
1. A Brewing Storm (2012)
2. Свирепа буря, A Raging Storm (2012)
3. Кървава буря, A Bloody Storm (2012)
4. Storm Front (2013)
Буря иде, изд.: „ProBook“, София (2015), прев. Илиана Велчева
5. Дива буря, Wild Storm (2014)
6. Heat Storm (2017)
Буря назрява, изд.: „ProBook“, София (2018), прев. Илиана Велчева

### Графични романи
- Richard Castle's Deadly Storm (2011) – с Брайън Майкъл Бендида
- Richard Castle's Storm Season (2012) – с Брайън Майкъл Бендида
- A Calm Before Storm (2013) – с Питър Дейвид, към серията „Дерик Сторм“